# 萧铿
萧铿（477年—494年11月7日），字宣严，齊高帝萧道成第十六子。

## 生平
齊武帝永明元年正月壬戌（483年2月5日），封宜都王。萧铿早年担任游击将军，永明十年，转任左民尚书。永明十一年，萧铿担任持节、都督南豫司二州军事、冠军将军、南豫州刺史，镇守姑熟。当时有盗墓贼发掘晋朝大司马桓温女儿的墓冢，发现金蚕银茧及圭璧等陪葬物。萧铿派长史蔡约去修复墓冢，蔡约丝毫未动这些陪葬物。郁林王萧昭业即位，进萧铿军号为征虏将军。
延兴元年九月乙未（494年11月7日），蕭铿被宣城郡公萧鸞所杀，时年十八岁。南平王萧锐、晋熙王萧銶也同时被杀。

## 屬官

### 府佐
冠軍府（493年）→征虜府（493年－494年）
- 蔡約，宜都王冠軍長史，行府事[1]
- 陸杲，宜都王征虜功曹史[2]
- 殷芸，宜都王行參軍[3]

## 家庭

### 母
何太妃，齊高帝妾室，後拜始興國太妃。蕭鏗同母兄為始興王萧鑑。

### 子
蕭鏗有子，在蕭鏗被殺後被剝奪宗室屬籍。齊明帝於建武元年（494年）十月篡位，於十一月恢復蕭鏗之子的宗室屬籍，並封侯。

## 延伸阅读
[在维基数据编辑]
 《南齊書·卷35》，出自萧子显《南齊書》
 《南史/卷43》，出自李延壽《南史》